# Майк Помпео
Майкъл Ричард Помпео (на английски: Michael Richard Pompeo) е американски политик, дипломат, бизнесмен и адвокат, който от април 2018 г. служи като 70-ия държавен секретар на САЩ. Той е бивш офицер от армията на САЩ и директор на ЦРУ от януари 2017 г. до април 2018 г.
Помпео е член на Камарата на представителите на САЩ от 2011 до 2017 г., представяйки 4-ти конгресен окръг, Канзас. Той е представител на Канзас в Националния комитет на Републиканската партия и член на Италианската американска делегация на Конгреса. Участва и в движението Чаено парти.
Американският президент Доналд Тръмп номинира Помпео за държавен секретар през март 2018 г., наследявайки Рекс Тилърсън след освобождаването му от длъжност. Изборът му е потвърден от Сената на 26 април с 57 срещу 42 гласа и Помпео встъпва в длъжност още на същия ден.